# 強烈熱帶風暴喬伊 (1983年)
強烈熱帶風暴喬伊（英語：Severe Tropical Storm Joe，菲律賓大氣地球物理和天文服務管理局：Pepang）是1983年太平洋颱風季中其中一個熱帶氣旋，風暴於10月10日形成，在10月14日消散，維持了約四日。喬伊為1983年10月當中四個接連在南海發展的熱帶氣旋之一，最初源自關島以南海面的熱帶擾動，在到達呂宋島前成為熱帶低氣壓並經過呂宋，進入南海後再增強為熱帶風暴。之後受惠於溫暖潮濕的南海海面，水汽供應充足，它能進一步發展成颱風，最終它登陸中國大陸廣東省沿岸，翌日消散。
喬伊對華南地區造成破壞，同時導致皇家香港天文台繼9月颱風愛倫後再次懸掛八號烈風或暴風信號，亦是自三年前同名颱風以來再次有喬伊「拜訪」香港和華南。風暴在香港共造成58人受傷，另有559人入住防風庇護站。至於廣東西部則普降暴雨，台山及陽江晚稻和甘蔗嚴重受災，電話通訊及供電都中斷，肇慶晚稻約有130萬畝被吹倒、沖刷或淹沒，甘蔗、花生等其他受損農作物約35萬畝。

## 氣象歷史
颱風喬伊為1983年10月當中四個接連在南海發展的熱帶氣旋之一，在此之前南海已有熱帶風暴赫伯特生成並趨向越南和泰國，後來的熱帶風暴甘茵、強烈熱帶風暴力士也同樣影響兩國。一個擾動於10月6日在關島以南生成並向西北移動，9日中午發展成一封閉環流，不過期間有新的中心在環流南邊形成，導致這系統的發展變得複雜。加上在經過菲律賓海時受北面的垂直風切影響，它在到達呂宋島中部之前組織得不太好。後來受到高空反氣旋配合，之後在低空幅合及高空輻散的促成下，此熱帶擾動在10月10日增強成為熱帶低氣壓，當時其位於馬尼拉以東約850公里之洋面上。菲律賓大氣地球物理和天文服務管理局基於這風暴進入菲律賓責任區，亦開始對其進行監測並給予其菲律賓名稱「Pepang」。
該低氣壓在翌日抵達呂宋島中部並短暫影響菲律賓，進入南海後，這系統組織開始改善，它在翌日向西北推進的同時亦發展成為一個熱帶風暴，美國聯合颱風警報中心命名為喬伊，臺灣交通部中央氣象局亦將其升格為輕度颱風。皇家香港天文台在同日認可其為熱帶風暴，並在10月12日再對其升格為強烈熱帶風暴。之後受惠於溫暖潮濕的南海海面，水汽供應充足，加上又有另一個高空反氣旋配合，喬伊能夠在接近華南時能進一步發展，10月13日較早時間美方及香港天文台對其升格為一股颱風，中央氣象局則升格為中度颱風。此時在氣象衛星雲圖可以見到其風眼，其密集雲團區域同時擴大至約直徑240公里，同日中午更達到其巔峰強度，它的螺旋雨帶也影響華南。可是，喬伊此時已經接近華南沿岸，環流受地形影響發展受阻，它最終在同日較後時間登陸中國大陸廣東省台山縣，其結構迅速崩潰，翌日早上美方、香港天文台及中央氣象局均降格為熱帶低氣壓，同日在陽江之西北185公里減弱為殘餘低壓區。

## 影響
颱風喬伊是繼9月颱風愛倫後登陸華南地區的首個颱風，雖然愛倫所造成的影響尚未完全消除，但喬伊帶來的破壞比前者小，不至於為愛倫相關災情雪上加霜。

### 香港
- 當地評定巔峰強度分級：（HKO）
- 當地評定最大持續風速：130每小時（36每秒；70節）（十分鐘）
- 當地懸掛之最高熱帶氣旋警告信號： 八號東北烈風或暴風信號 /  八號東南烈風或暴風信號
- 最接近當地時間：1983年10月13日下午6時
- 最接近當地位置：天文台總部之西南約180公里

皇家香港天文台在10月11日晚上10時40分懸掛一號戒備信號，隨著喬伊移近香港，風力開始增強，天文台於10月12日下午3時錄得最低瞬時海平面氣壓1002.1百帕，再在下午4時15分改掛三號強風信號。最初天文台預測喬伊會趨向海南島，因為它其後改變路徑直指廣東省西部，境內開始開始受烈風影響，天文台在翌日上午11時45分改掛八號東北烈風或暴風信號，下午境內東北風風力持續增強，大澳及長洲分別錄得的最高陣風為144及122公里每小時，而港內的尖沙咀天星碼頭也錄得63公里每小時的持續風速及100公里每小時的最高陣風。隨後境內普遍轉吹東南風，天文台於下午5時45分改掛八號東南烈風或暴風信號，喬伊亦在下午6時最接近香港，於西南約180公里掠過。隨著喬伊登陸廣東，香港風勢緩和，天文台於當晚10時15分改掛三號強風信號，再在翌日清晨5時15分除下所有信號。
是次八號信號持續10小時半，值得留意的是，三年前香港也受同名颱風影響，同樣導致天文台一度懸掛八號信號。因應喬伊來襲，大部分港內航線、往返澳門及中國大陸的渡輪在10月13日暫停，機場方面則共有77班航機改飛其他地方、取消或延誤。另外陸上交通在10月13日中午起加強服務以疏導乘客，到晚上只剩地鐵及九廣鐵路提供有限度服務。風暴在香港共造成58人受傷，其中16人送醫，另有559人入住防風庇護站。新界多區農田出現嚴重水浸，主要在十八鄉、粉嶺及沙頭角一帶，大量快將收割的蔬菜遭雨水淹沒，收成繼颱風愛倫後再次大減。
另外，海上學府「宇宙號」在訪港期間巧遇風暴，仍逗留船上的103名美國學生，被當局勸喻前往尖沙咀防風庇護站暫住；另外昂船洲海面有兩艘船斷錨鏈漂浮，要由拖船協助重新下碇。荃灣曹公潭村一戶人家發生地陷，該家庭連同附近十個家庭共67人需要到雅麗珊社區中心暫住。深井至柴灣角一段屯門公路往九龍方向，因荃灣半山村山泥移動之緣故需要在10月13日至14日封閉，之後恢復通車。受到天氣影響，10月14日重陽節當日前往掃墓的市民較往年稀少，節日相關生意如副食品和奢侈品都相當慘淡，反之電影院、舞廳、麻雀館及餐廳生意表現較佳。

### 中國大陸
- 當地評定巔峰強度分級：（CMA）
- 當地評定最大持續風速：30每秒（58節；110每小時）（二分鐘）
- 當地評定中心最低氣壓：985百帕斯卡（29.09英寸汞柱）

廣東省人民政府透露，該年「第十四號颱風」（指喬伊）已於10月13日晚上11時於台山縣上川島西面與陽江縣交界處登陸，風力十一至十二級，上川島更達十二級以上，隨後經恩平、陽春及羅定等縣，進入廣西壯族自治區及消散。受颱風影響，廣州市和廣東省東部汕頭市，及西部如佛山、肇慶、惠陽、湛江等13個地區，均普降大雨至暴雨；台山及陽江的晚稻和甘蔗嚴重受災，電話通訊及供電都中斷，海堤被沖垮，公路被倒下的樹木阻塞；廣東部分地區往來港澳的客輪，在風暴期間停止服務，之後恢復。肇慶晚稻約有100萬畝被吹倒，另有30萬畝被沖刷或淹沒，甘蔗、花生等其他受損農作物約35萬畝。至於廣州市白雲山等地的重陽節活動則未受影響，中午時分參與人數達十萬人。一支來自上海市的足球隊，原定在歐洲多國進行友誼賽後回程，並經香港轉機到中國大陸，但因颱風緣故需要轉往臺灣中正國際機場及逗留兩小時，期間地勤人員迎接並容許他們參觀免稅店和餐廳機場設施。

### 葡屬澳門
| 地球物理暨氣象台 熱帶氣旋信號 | 地球物理暨氣象台 熱帶氣旋信號 | 地球物理暨氣象台 熱帶氣旋信號 |
| ----------------------------- | ----------------------------- | ----------------------------- |
| 上一熱帶氣旋                  | 一號風球                      | 下一熱帶氣旋                  |
| 熱帶風暴喬治亞                | 一號風球                      | 熱帶風暴力士                  |
| 熱帶風暴喬治亞                | 三號風球                      | 強烈熱帶風暴雲茵_(1984年)     |
| 颱風愛倫                      | 八號東北風球                  | 熱帶風暴雲茵_(1984年)         |
| 颱風愛倫                      | 八號東南風球                  | 颱風戴絲                      |
| 颱風愛倫                      | 八號風球                      | 熱帶風暴林茵                  |

## 外部連結
- 1983年熱帶氣旋年刊 （页面存档备份，存于），皇家香港天文台
- 1983年熱帶氣旋最佳路徑 （页面存档备份，存于），中國氣象局